# Zarzon
Zarzon (ザルゾン, ザーゾン), también llamado como Satan of Saturn (サタン・オブ・サターン), es un juego de arcade tipo Matamarcianos de 1981 desarrollado y fabricado por SNK y con licencia de Taito para su lanzamiento en Norteamérica. El modo de juego es una variación de Space Invaders.

## Jugabilidad
Vuela tu nave espacial a Saturno, luego, una vez en Saturno, destruye la mayor cantidad posible de Satanás. Se pueden acumular puntos de bonificación adicionales destruyendo el cometa o atacando a las libélulas. Se recompensa una nave espacial adicional si la puntuación de los jugadores alcanza los 5,000 o 10,000 puntos. Si los ovnis atacantes o los cohetes enemigos son destruidos, se puntuarán. El juego avanza a través de 4 pantallas diferentes.
El juego tiene una puntuación de jugador 1up y 2up y un puntaje alto en la parte superior de la pantalla. La máquina de arcade tiene un joystick para mover la nave espacial de izquierda a derecha y guiar los misiles.

## Historia
El juego se ejecutó en la placa de arcade SNK 6502. Otros juegos que se ejecutaron en el mismo hardware incluyen Sasuke vs. Commander (1980), Vanquard (1981) y Fantasy.
La máquina de arcade vertical Zarzon apareció en la película de 1983 Joysticks. Zarzon, como muchos juegos de arcade, usa una pantalla basada en personajes. La pantalla está dividida en personajes individuales. Cada personaje suele ser de 8 píxeles.